# Atakan Çelik
Atakan Çelik (* 3. Februar 1990 in Istanbul) ist ein türkischer Schauspieler und Sänger.

## Leben und Karriere
Çelik wurde in Istanbul geboren. Er studierte an der Sakarya Üniversitesi. Sein Debüt gab er 2019 in dem Film Organize İşler Sazan Sarmalı. Anschließend trat er 2020 in der Fernsehserie Ramo auf. Unter anderem spielte er 2021 in dem Netflixfilm Sen Hiç Ateş Böceği Gördün mü? mit. 2022 setzte er seine Karriere in Aşk Taktikleri fort.
Seit 2017 ist er mit Zeynep Mızrak verheiratet. Neben seiner Schauspielkarriere ist Çelik auch als Sänger aktiv. 2022 veröffentlichte er den Song Tek Hece gemeinsam mit der bekannten Sängerin İzel.

## Filmografie
Filme
- 2019: Organize İşler Sazan Sarmalı
- 2021: Sen Hiç Ateş Böceği Gördün mü?
- 2022: Aşk Taktikleri
- 2023: Aşk Taktikleri 2

Serien
- 2011: Ramo

Sendungen
- 2019: Çok Güzel Hareketler 2
- 2021: Sesli Güldüm
- 2024: Çok Güzel Hareketler Çocuk

## Diskografie

### Singles
- 2019: Burulay
- 2021: Devran
- 2021: Sakız Falları
- 2022: Tek Hece (mit İzel)
- 2022: Bir Eylül Hatırası
- 2023: Son Veda